# Đorđe Lavrnić
Đorđe Lavrnić (* 6. Juni 1946 in Komić, Gespanschaft Lika-Senj, SR Kroatien; † 27. November 2010 in Doboj, Bosnien und Herzegowina) war ein jugoslawischer Handballspieler. Mit der jugoslawischen Nationalmannschaft gewann er 1972 die Goldmedaille bei den Olympischen Spielen in München. In seiner Heimat lief er für RK KRIVAJA Zavidovići auf. In der deutschen Bundesliga spielte er für die TuS Derschlag und wurde dreimal hintereinander Bundesligatorschützenkönig, zweimal in der noch zweigeteilten Bundesliga und 1977/78 in der ersten Saison der eingleisigen Bundesliga.